# Схеми надвеликого рівня інтеграції

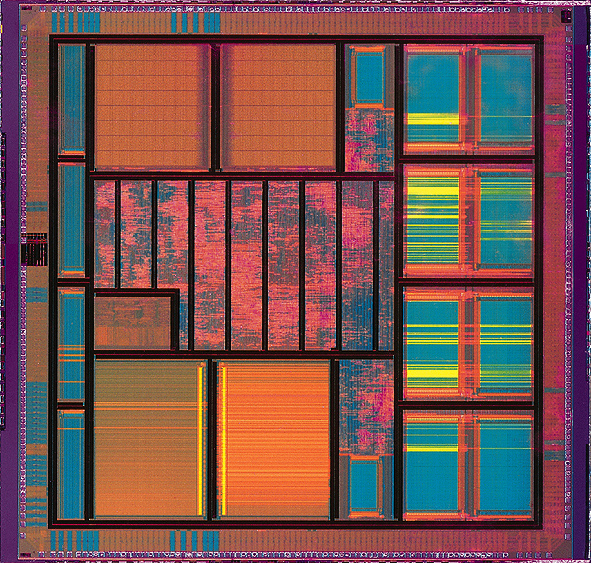
Кристал мікросхеми VLSI

Схеми надвеликого рівня інтеграції (НВРІ, англ. Very-large-scale integration, VLSI) — це процес створення інтегрованих мікросхем (IC) шляхом поєднання сотень або тисяч транзисторів або пристроїв в один кристал. Технологія VLSI почала існувати в 1970-х, коли почали розроблювати складні напівпровідникові та комунікаційні технології. Мікропроцесор це пристрій VLSI. Перед появою технології VLSI більшість інтегрованих мікросхем мали обмежений набір функцій, які вони могли б здійснити. Електронна схема складалася з окремих елементів: центрального процесора, ROM-пам'яті, RAM-пам'яті та іншої з'єднувальної логіки. VLSI дозволяє розробникам мікросхем скомпонувати всі ці елементи в одну систему на єдиному кристалі.